# البوليفارد (عمان)

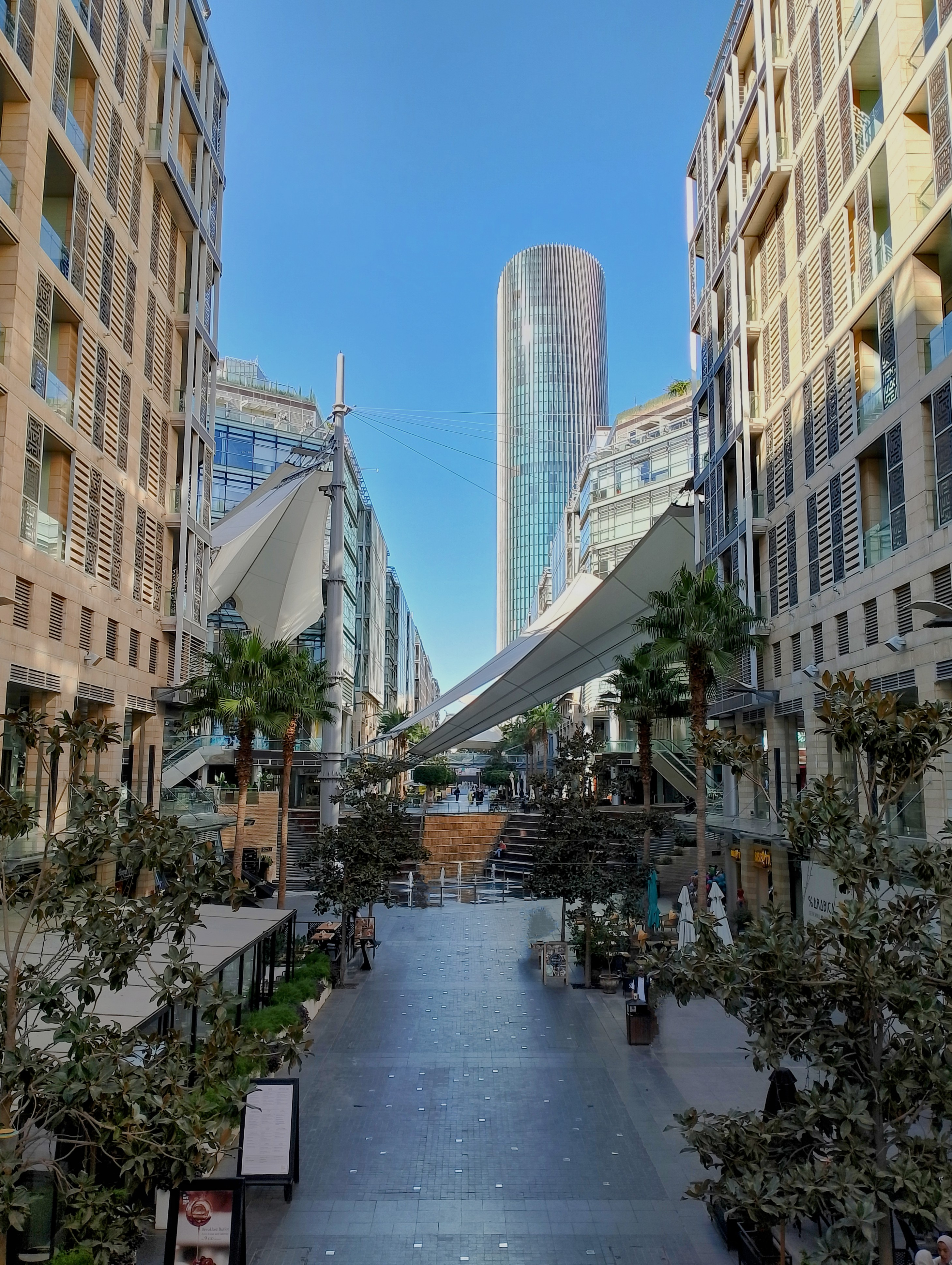
صورة من البوليفارد عام 2023.

البوليفارد هو مشروع تطويري واسع متعدد الاستخدامات تبلغ قيمته 300 مليون دولار، ويقع ضمن مشروع العبدلي في عمّان، الأردن. يُعد البوليفارد بمثابة مثال رئيسي للتقدم الحضري الحديث، ويتميز بمسار حيوي للمشاة يصطف على جانبيه اثني عشر مبنى مميزاً من الناحية المعمارية، يضم كل منها ستة طوابق من المناطق التجارية والسكنية والترفيهية، التي تجسد روح حياة المدينة المعاصرة. قام الملك عبد الله الثاني والملكة رانيا في عام 2014 بتكريم هذا المعلم بحضورهما، وافتتحاه رسميًا، إيذانًا بفترة من الازدهار المتزايد والتعزيز الثقافي للمنطقة.
مصطلح «بوليفارد» من الكلمة (بالإنجليزية: Boulevard)‏ وتعني بالعربية الجادة، وتشير الجادة عادةً إلى شارع أو جادة واسعة تصطف على جانبيها الأشجار في المدينة، وغالبًا ما تحتوي على ممرات متعددة لحركة المرور وممرات المشاة. غالبًا ما يرتبط بالمتنزهات أو الحدائق أو المناطق التجارية، وهو مصمم بشكل جمالي وملائم للسيارات والمشاة على حد سواء.

## التطوير والرؤية
يجسد البوليفارد التزام المدينة بالتنمية الحضرية الحديثة والإثراء الثقافي. تقع هذه المنطقة الديناميكية في قلب العاصمة، وتوفر تجربة متعددة الأوجه، حيث تمزج بين الهندسة المعمارية المعاصرة والسحر الأردني التقليدي. يعد البوليفارد، الذي طورته مجموعة العبدلي للاستثمار والتطوير، عنصراً رئيسياً في مشروع العبدلي الأكبر، الذي يهدف إلى تنشيط منطقة العبدلي وإنشاء مركز حيوي للمقيمين والزوار على حد سواء.

## المرافق
يتكون البوليفارد من شريط للمشاة تحيط به اثنا عشر مبنى، منها 4 مباني مكونة من مكاتب و8 مباني سكنية و398 استوديو وشقق من المباني السكنية تدار من قبل شركة روتانا أرجان. تقع وحدات البيع والمطاعم والمقاهي في الطابق الأرضي بينما يتم تخصيص أسطح المنازل للنوادي والمطاعم الصحية.
أحد الميزات البارزة في البوليفارد هو فندق بوليفارد أرجان من روتانا، وهو فندق فاخر يوفر أماكن إقامة ووسائل راحة. يضم البوليفارد أرجان غرفاً مجهزة بشكل أنيق، ومرافق مؤتمرات على أحدث طراز، وخيارات لتناول الطعام ذات مستوى عالمي، ويوفر للضيوف ملاذاً راقياً في قلب عمان.
بالإضافة إلى عروضه التجارية والضيافة، يعد البوليفارد بمثابة مركز ثقافي، حيث يستضيف مجموعة من الفعاليات والأنشطة على مدار العام. من المعارض الفنية والعروض الحية إلى مهرجانات الطهي والتجمعات المجتمعية.

### الرمزية والهوية
باعتباره رمزًا لهوية عمان العالمية، يعكس البوليفارد تاريخ المدينة وتراثها الثقافي، من خلال المزج السلس بين الحداثة والتقاليد، تجسد هذه المنطقة الديناميكية جوهر الضيافة والابتكار الأردني.

## التصميم المعماري
يتميز التصميم المعماري للبوليفارد بخطوط أنيقة وواجهات زجاجية واسعة ومساحات عامة ذات مناظر طبيعية. إن دمج ممارسات البناء المستدامة يضمن أن البوليفارد يحمي البيئة للأجيال القادمة، ويتماشى هذا الالتزام بالاستدامة مع الجهود الأوسع التي يبذلها الأردن لتعزيز التنمية الصديقة للبيئة وتقليل انبعاثات الكربون.
تلبي مجموعة البوليفارد المتنوعة من منافذ البيع بالتجزئة والمطاعم وأماكن الترفيه مجموعة واسعة من الأذواق والتفضيلات. من محلات الأزياء الراقية إلى المقاهي الجذابة التي تقدم الأطباق الأردنية التقليدية، بالإضافة إلى ذلك، فإن الموقع الاستراتيجي للمنطقة يسهل الوصول إليه من مختلف أنحاء المدينة، مما يعزز جاذبية المكان كوجهة رئيسية للتسوق والأنشطة الترفيهية.

## الأثر الاقتصادي
يعزز البوليفارد النمو الاقتصادي في البلد، كما يقوم بخلق فرص عمل، من خلال جذب الاستثمار والسياحة إلى المنطقة. تساهم المنطقة في ازدهار عمان وسكانها، علاوة على ذلك، يعد البوليفارد بمثابة حافز لمزيد من التطوير في المنطقة المحيطة، مما يحفز الاستثمار الإضافي في البنية التحتية والمرافق.

## معرض صور

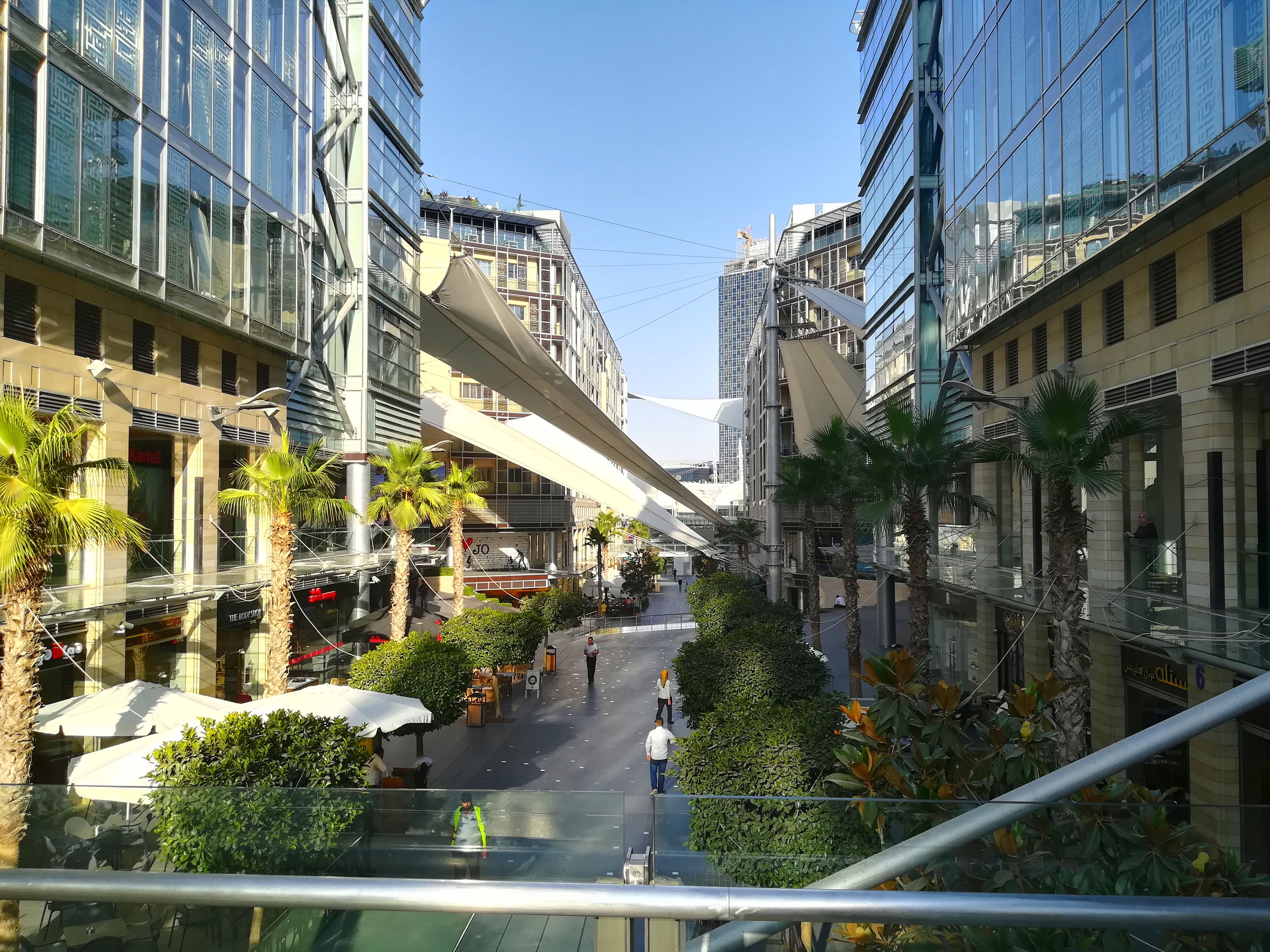
صورة التقطت في البوليفارد عام 2018.
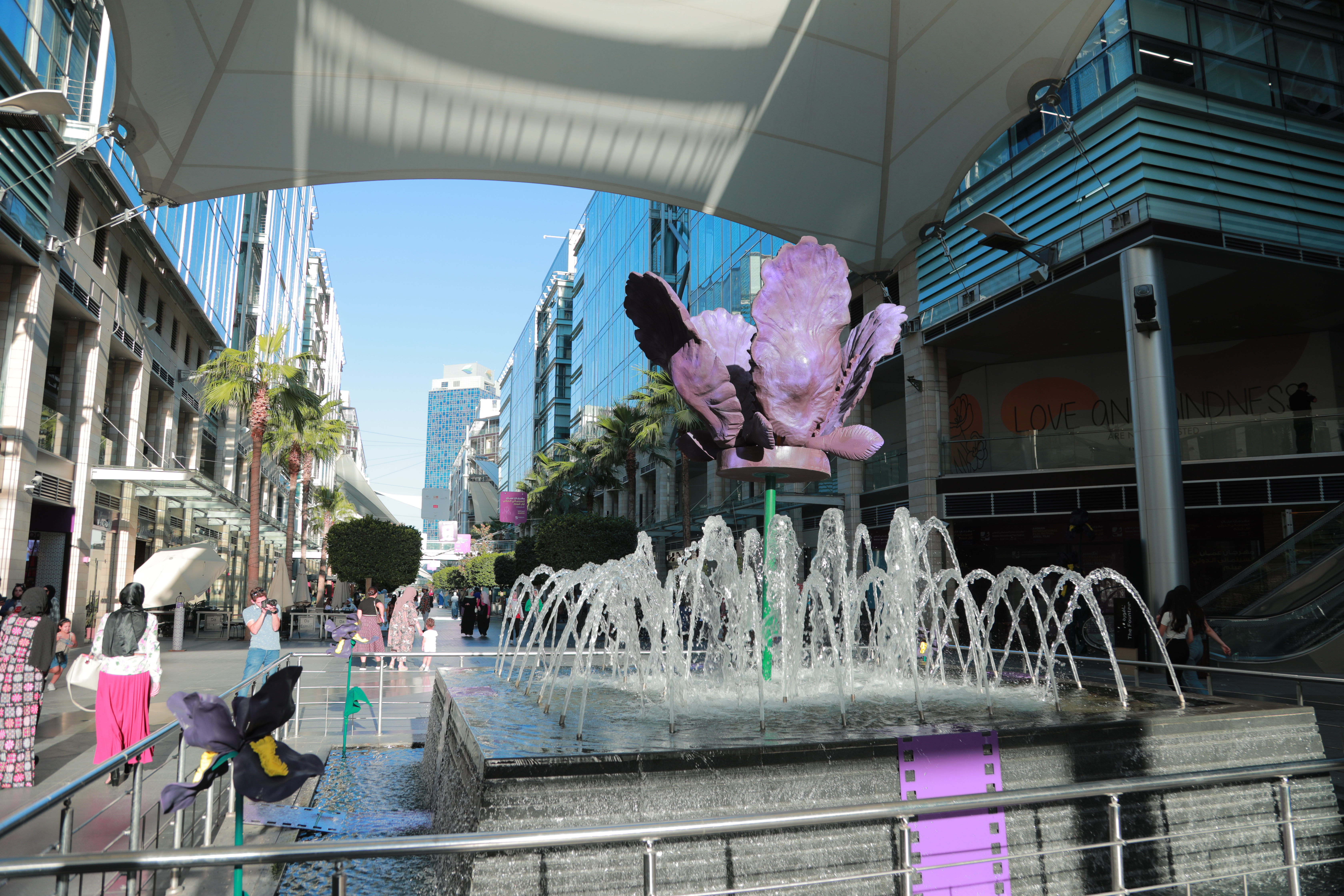
السوسنة السوداء في البوليفارد خلال الدورة الثانية لمهرجان عمان السينمائي الدولي
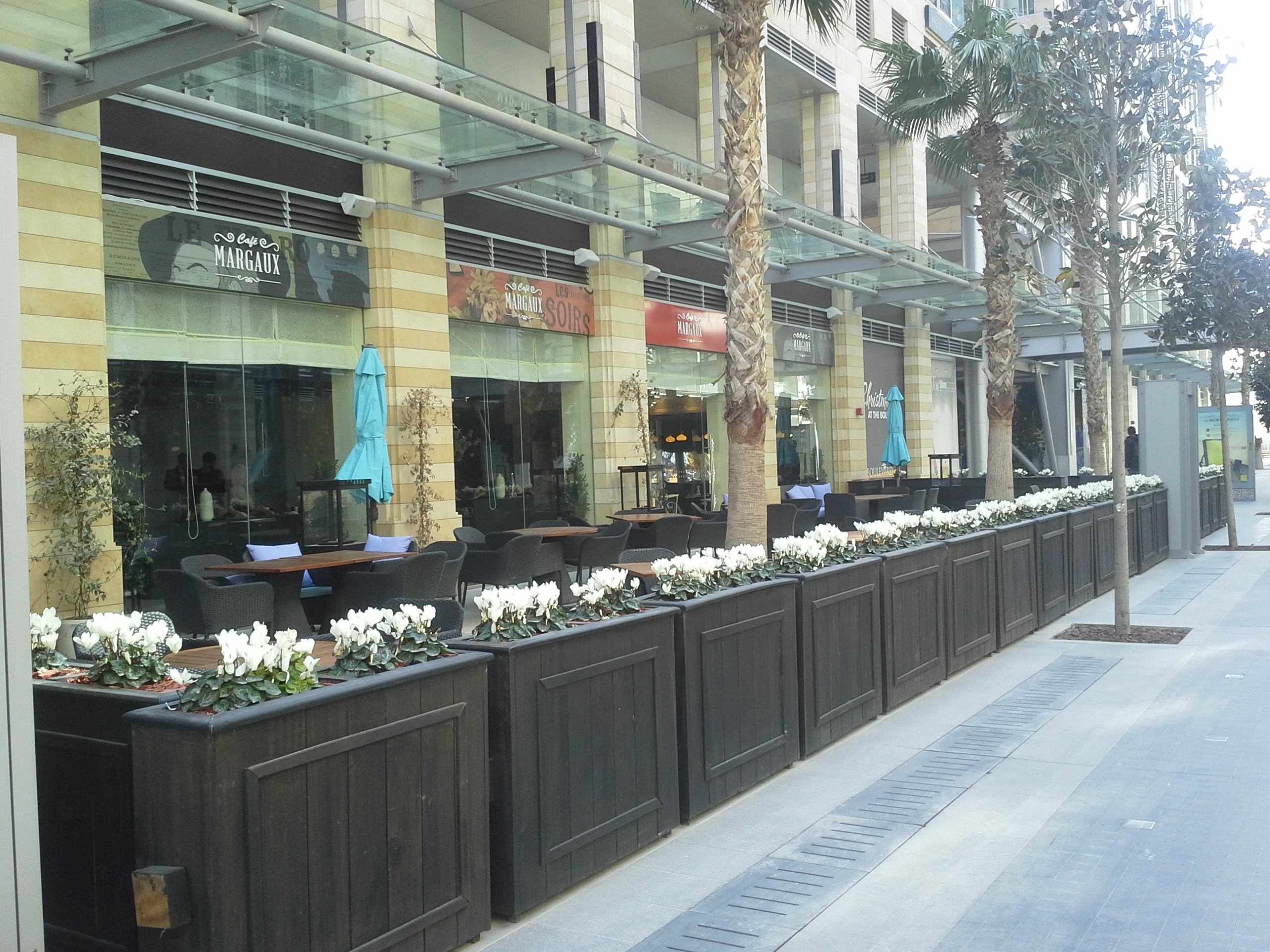
المحلات التجارية
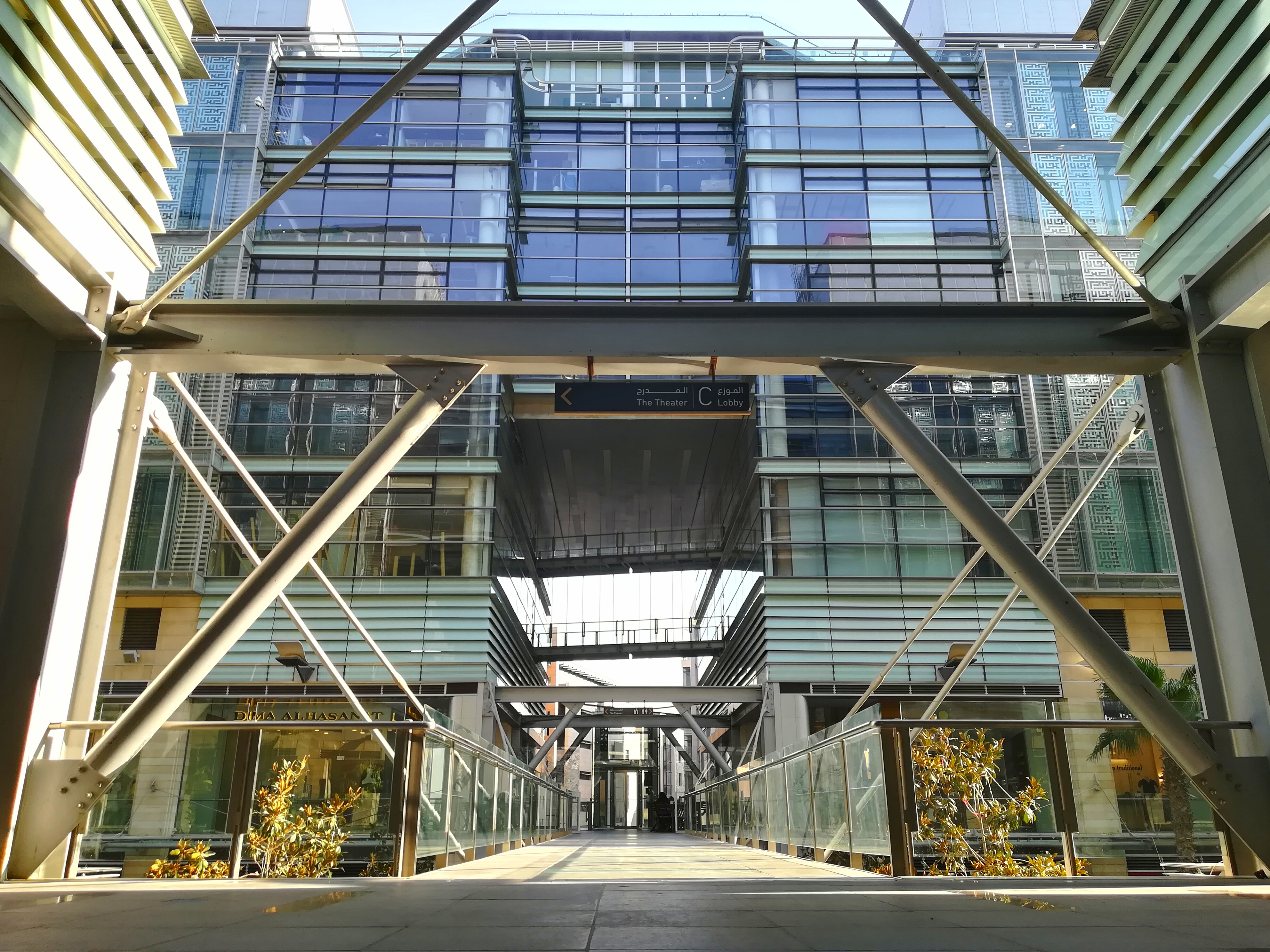
أرجان باي روتانا
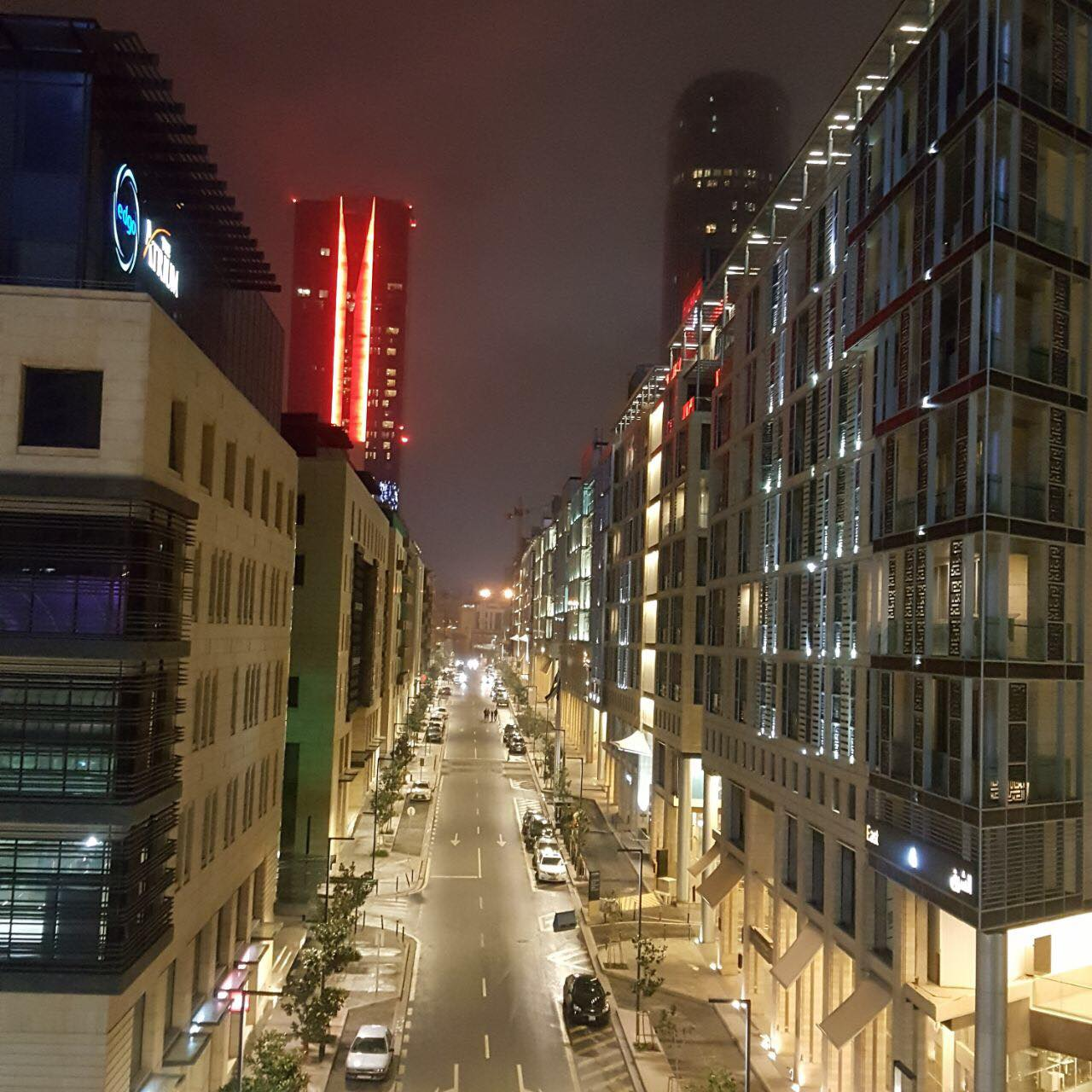
الشارع المجاور للبوليفارد ليلاً من العبدلي مول